# ТЕС Van Eck

ТЕС Van Eck — теплова електростанція в Намібії. Станом на середину 2010-х років найпотужніша ТЕС країни.
Станцію спорудили на північній околиці Віндгука в період, коли країна перебувала під управлінням Південно-Африканської Республіки. На цій конденсаційній ТЕС у 1972—1973 роках ввели в експлуатацію три парові турбіни потужністю по 30 МВт, а в 1979-му доповнили її ще однією такою ж.
Станція розрахована на використання вугілля, продукти згоряння якого відводяться за допомогою двох димарів висотою по 103 метри.
Особливістю ТЕС, розташованої в країні з пустельним кліматом, є використання системи сухого охолодження (можливо відзначити, що дещо пізніше, ніж на Van Eck, південноафриканські інженери реалізували таку схему на кількох станціях у самій ПАР — ТЕС Матімба, Кендал та Majuba).
Видача продукції відбувається по ЛЕП, що працюють під напругою 66 та 220 кВ.